# یواکیم مولدووانو
یواکیم مولدووانو (رومانیایی: Ioachim Moldoveanu; ۱۷ اوت ۱۹۱۳ – ۳۱ ژوئیهٔ ۱۹۸۱) بازیکن فوتبال اهل رومانی بود.
از باشگاه‌هایی که در آن بازی کرده‌است می‌توان به باشگاه فوتبال راپید بخارست اشاره کرد.
وی همچنین در تیم ملی فوتبال رومانی بازی کرده‌است.